# Chemsex

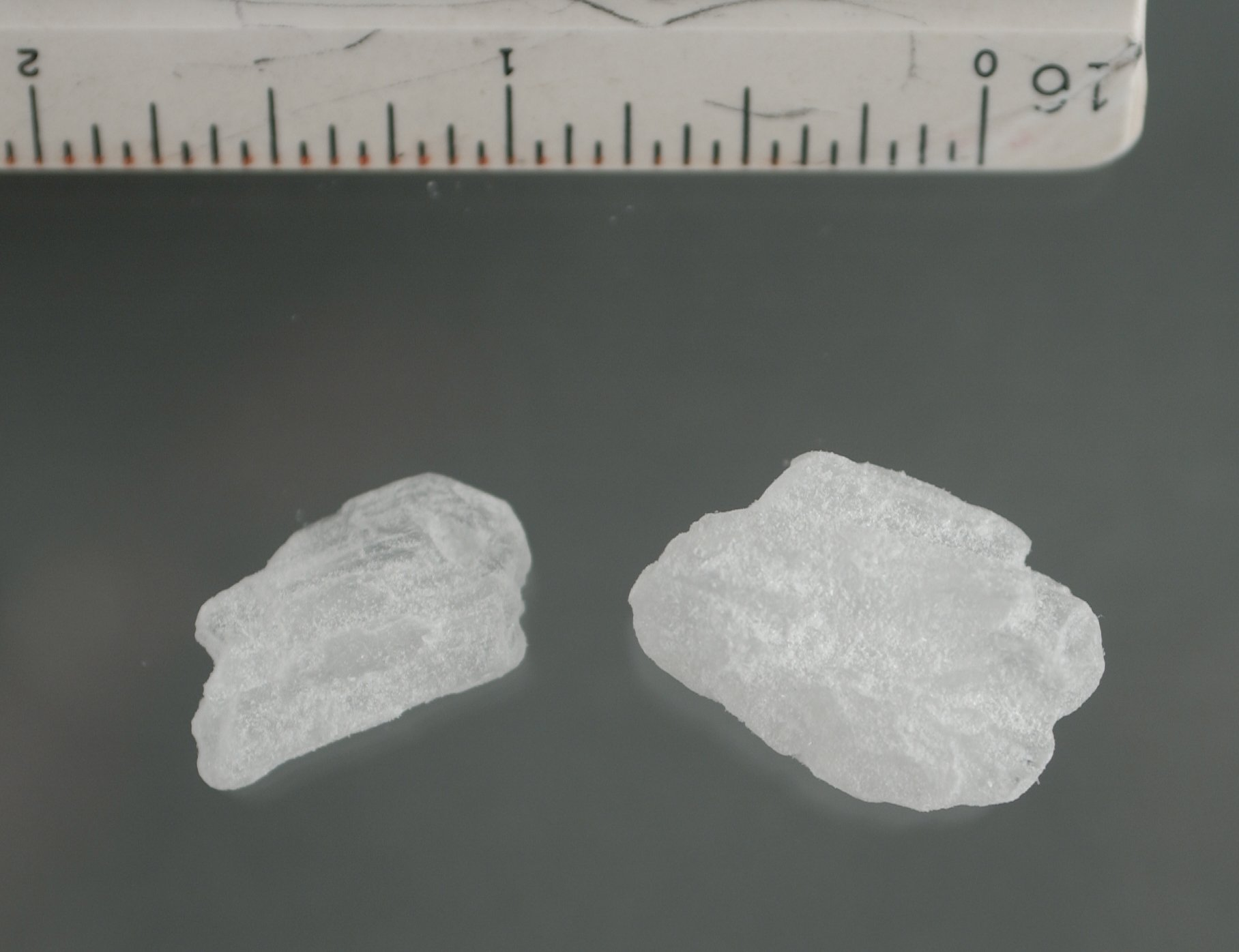
La méthamphétamine est l'une des drogues associées aux pratiques « chemsex ».

Le chemsex — mot-valise combinant « chemical » (produit chimique en anglais) et sex — ou sexe sous drogue est une pratique consistant à associer des rapports sexuels et la prise de drogue. Il s’agit d’une conduite à risques qui met en place les conditions de réalisation de rapports sexuels pendant lesquels la volonté et la conscience des participants est altérée par la prise de drogue. On l’appelle party’n’play (PnP) aux États‐Unis ou wired play en Australie.

## Présentation
Ces conduites sont le plus souvent associé à l'homosexualité masculine (hommes ayant des rapports sexuels avec des hommes), mais ne lui sont pas exclusives. Le chemsex est lié à la banalisation de l'utilisation des applications de rencontres géolocalisées, et de la livraison de drogues, qui permettent des échanges et des rencontres rapides entre partenaires. Par rapport à d'autres usages de drogues, le chemsex implique une consommation d'activités sexuelles sans repères sociaux, non protégées (« bareback »), prévues pour une longue durée (plusieurs heures à plusieurs jours), et impliquant plusieurs partenaires dénommés « chemsexers » et entraînant des séquelles physiques qui peuvent aller de la brûlure des muqueuses jusqu’à des troubles durables du comportement.
Apparu en Angleterre au milieu des années 2000, il s'est depuis répandu en Europe et notamment en France,.
Les drogues prises lors du chemsex sont le plus souvent des drogues altérant la conscience, abolissant la volonté et stimulant l’organisme comme la cocaïne, le GHB/GBL, la kétamine, des méthamphétamines (crystal meth) ou des cathinones (méphédrone, 4-MEC, 4-MMC, 3-MMC, 3-CMC, etc.). La cathinone est le principe psychoactif du khat (Catha edulis Forsk), un arbuste africain. Des chimistes ont ensuite créé des cathinones de synthèse qui ont largement favorisé l’essor du chemsex.
Dans la majorité des cas, les cathinones de synthèse, qui se présentent sous forme de poudre cristalline, sont principalement ingérées par voie orale,  intranasale (sniff), anale, oculaire ou intraveineuse (slam). Ces substances ont notamment un effet coupe faim, abolissent la sensation de fatigue, abolissent la volonté. Elles sont entactogènes, en ce sens qu’elles altèrent le consentement. On compterait actuellement en France une cinquantaine de cathinones sur le marché.
On parle de Slam quand les produits sont consommés en intraveineuse,,. Ce terme, qui vient de « to slam », « claquer » en anglais. Le slam (ou slamming), pratiqué avant et durant l’activité sexuelle, vise à augmenter le plaisir et les performances, tout en provoquant d’intenses sentiments de puissance. La métamphétamine et la 4-MMC (méphédrone), et dans une moindre mesure la kétamine, sont les substances les plus consommées.

## Risques toxiques, infectieux, psychiatriques, médico-légaux
Outre les risques toxiques, la pratique du chemsex en comporte d’autres, notamment infectieux et psychiatriques. Le chemsex peut également être associé à des problèmes de santé mentale tels que la dépression et l’anxiété. À cela s’ajoutent des complications médicolégales en lien avec le risque de rapports sexuels non-consentis du fait d’une soumission chimique liée à l’emploi de substances psychoactives. En outre, il importe de souligner que le chemsex a des répercussions sur la vie professionnelle et sociale.
Le risque de transmission d’IST (infections sexuellement transmissibles : VHC, VIH, Chlamydia, syphilis, gonocoque) vient immédiatement à l’esprit dès que l’on parle de chemsex dans la mesure où celui-ci tient à la multiplicité des partenaires et au partage de matériels utilisés par les injections (seringues, aiguilles).
La pratique du chemsex peut entraîner une insatisfaction sexuelle ou une absence totale de relations interpersonnelles qui peuvent être frustrantes. Elle peut donc conduire à un isolement.
Le chemsex est associé à une combinaison de risques qui peut le rendre alarmant. Il se pratique notamment en groupe, et la consommation de drogues rend le recours au préservatif moins systématique, le chemsex est donc souvent associé à un fort risque de contamination notamment par le VIH et d'autres IST. Par ailleurs, les surdosages, une mauvaise descente, des interactions imprévues entre drogues font également partie des risques associés à la pratique.

## Décès associés à la pratique du chemsex
Le réseau français d’addictovigilance a analysé deux périodes, de 2008 à 2013 et de 2014 à 2017. Le nombre de décès était de 5 dans la première période, de 19 pendant la seconde. Plus précisément, le nombre de décès dans lesquels des dérivés synthétiques de la cathinone étaient impliqués était de 9 en 2016, 7 en 2017, 8 en 2018 et 4 en 2019.

## Statistiques sur la population concernée
En France, bien que cette pratique ait été initialement détectée dès les années 2000, elle n’a connu un véritable essor que dans les années 2010, à la faveur de l’augmentation progressive de la consommation au sein de la communauté gay de nouveaux produits de synthèse (ou NPS), et plus spécifiquement des cathinones (3-MMC, 4-MEC). Il est difficile de quantifier avec précision le niveau d’usage des nouveaux produits de synthèse (NPS). Ceci tient notamment aux différences dans la méthodologie utilisée dans les études publiées et le profil des utilisateurs interrogés.
Conduite sous l’égide de la Société Française de Toxicologie Analytique et publiée en 2023 dans Toxicologie Analytique & Clinique, une étude a recensé les notifications de cas de chemsex par les laboratoires de toxicologie entre 2018 et mars 2023. Elle a comptabilisé 232 cas entre 2018 et 2022. Dans 96 % des cas, les consommateurs étaient des hommes d’âge moyen 37 ans.
Selon certaines sources, la pratique serait très minoritaire parmi les HSH (ainsi en 2015, un sondage à Londres montrait que seulement 2,7 % des personnes interrogées avaient fait usage de drogue injectée au cours de l'année précédente). Certains (tel Marco Scalvini, enseignant italo-britannique à la London School of Economics) estiment que l'usage de cette pratique est exagérée par certains médias qui relaieraient selon eux ainsi l'idée que le sexe est un problème de santé publique, plutôt qu'une source de transgression et de plaisir. La pratique semble plus répandue et plus problématique au Royaume Uni qu'en France,.
Cependant, les résultats de l'étude « Sea, Sex and Chems » dévoilés en novembre 2021 montrent que le chemsex est en essor en France depuis le début des années 2010 et concerne un public de plus en plus jeune. Selon une étude hollandaise citée par plusieurs journaux, près de 30 % des utilisateurs des applications de rencontres gay s’adonneraient au chemsex,. Le chemsex concerne aussi des personnes hétérosexuelles et des femmes.
En 2022, le constat fait dans un rapport rendu au ministère de la santé (puis enterré) est qu'on ne sait pas précisément l’étendue du phénomène en France, ni le nombre de morts par overdose ou de personnes ayant dû être hospitalisées.
Les associations et professionnels de santé manifestent pour que ce rapport, dirigé par le Professeur Benyamina, soit exploité notamment avec une étude épidémiologique à l'échelle du territoire. Un élu du Rhône, Yann Botrel, addictologue, spécialiste du chemsex, le demande régulièrement.

## En période de confinement
Quelques semaines après le début du confinement imposé pendant la pandémie de Covid-19, les produits restaient disponibles, ce qui a écarté le risque de sevrage forcé. Un risque est que la disparition d'un cadre professionnel structurant entraîne une perte de contrôle de la consommation, mais les associations mettent en place de nouveaux systèmes pour garder le contact et aider les consommateurs et constatent qu'ils respectent plutôt bien le confinement. Les pratiques auraient cependant augmenté à la faveur des confinements. Et des spécialistes notent que le confinement ouvre de nouvelles situations et amène des problèmes plus graves,.

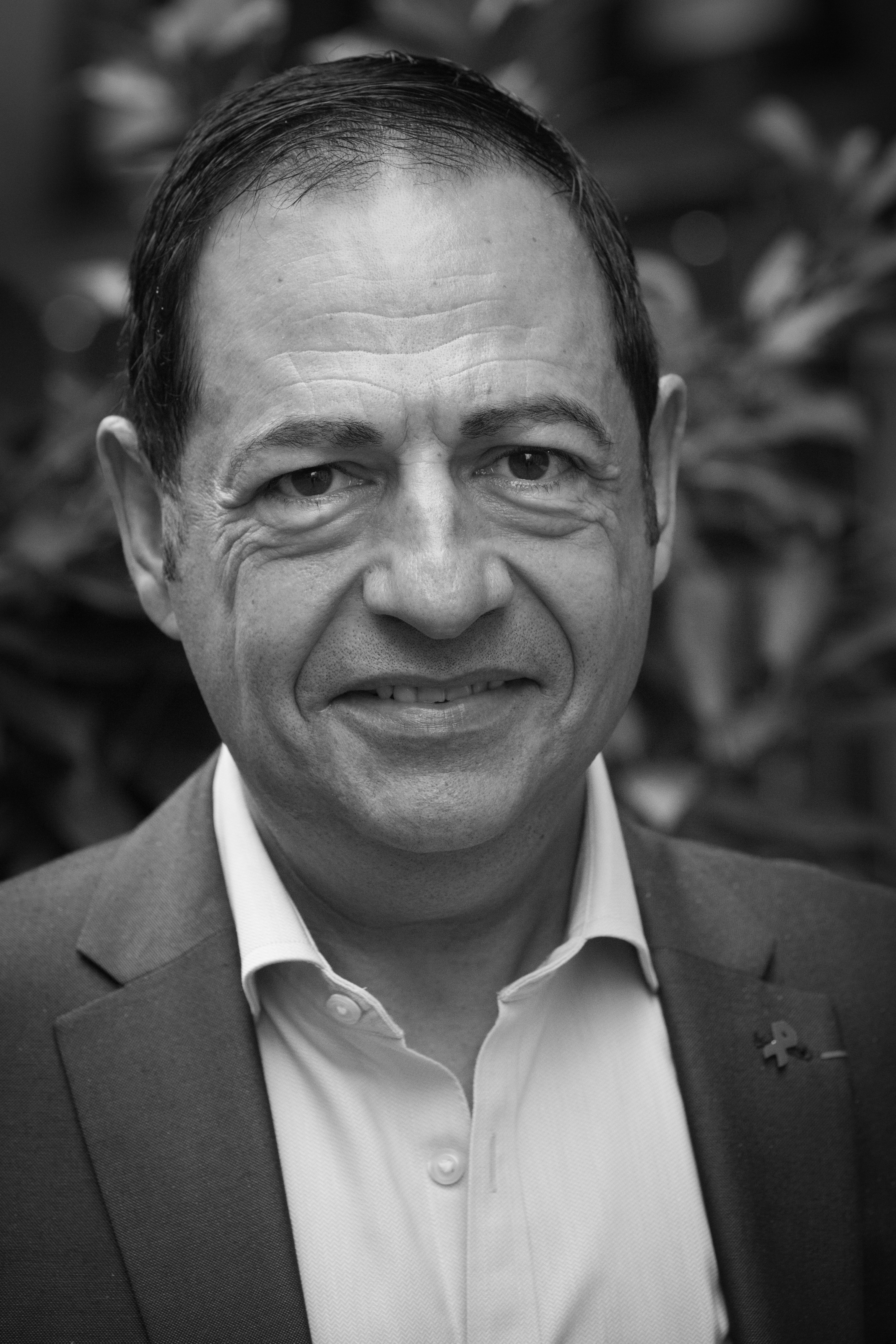
Jean-Luc Romero-Michel perd son mari Christophe en 2018 d'un chemsex

Plusieurs personnalités politiques, addictologues et associations réclament un plan de grande envergure en France. Parmi eux: Jean-Luc Romero-Michel qui a perdu son mari en 2018 lors d'un chemsex, le Professeur Amine Benyamina, auteur d'un rapport ministériel en 2022, Yann Botrel,, élu du Rhône et spécialiste du chemsex ou Fred Bladou de Aides,.
D'autre médecins addictologues restent actifs sur le sujet comme le Pr Hélène Donnadieu du CHU de Montpellier ou le Pr Benjamin Rolland à Lyon (corédacteur du rapport Benyamina).

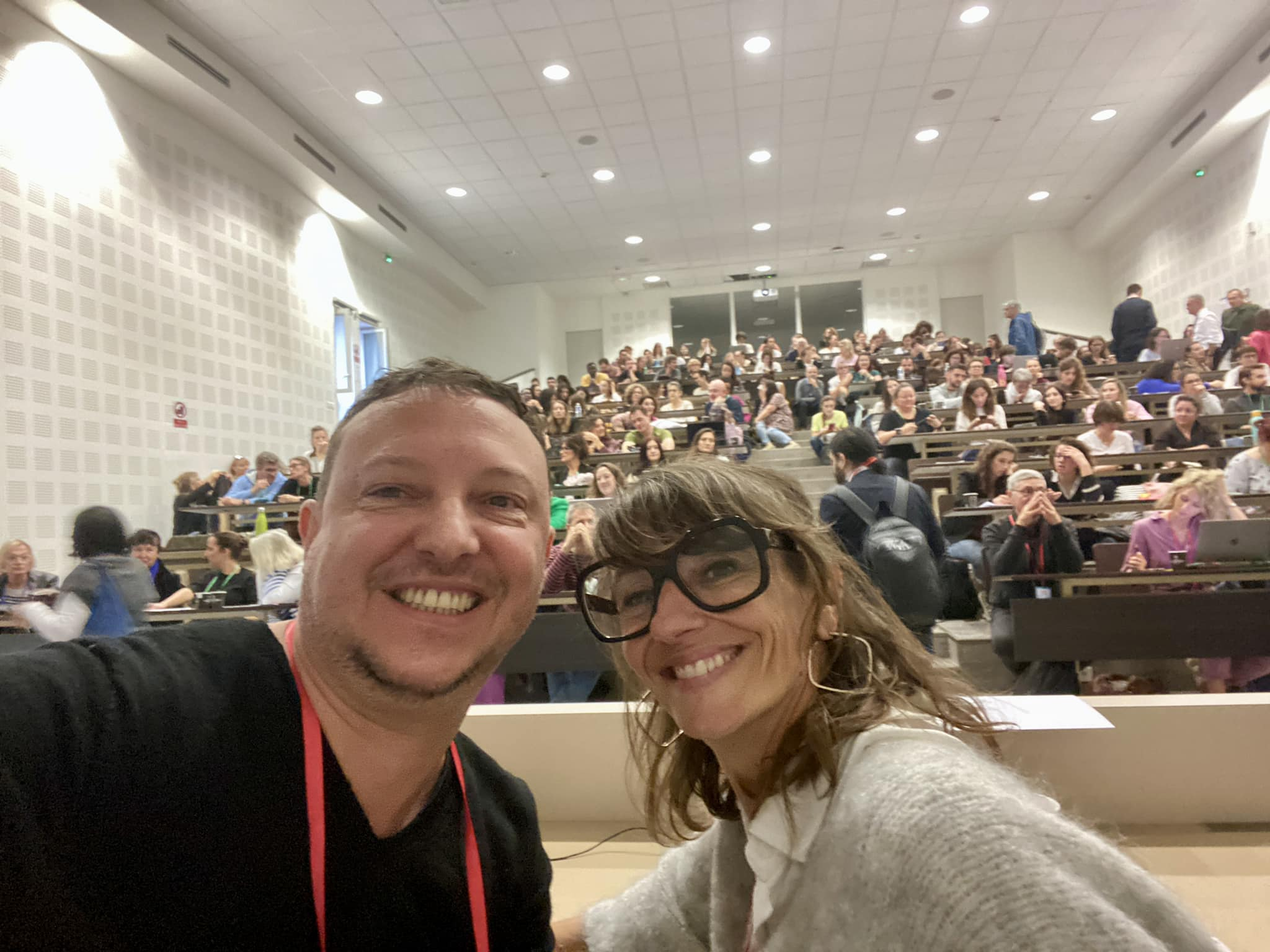
Pr Hélène Donnadieu et Yann Botrel à Lyon

## Au théâtre et en littérature
La pièce de théâtre 5 Guys Chillin’ de l’auteur anglais Peter Darney décrit l’ambiance d’une partouze gay sous chemsex.
Le roman Chems de l'écrivain français Johann Zarca, paru en 2021, est le récit d'une enquête en immersion par un journaliste connu pour sa connaissance des milieux underground parisiens[réf. nécessaire].

## Audio
- Chemsex : à l’ami qui mérite un amour, le 26/3 dans Foule continentale, sur franceinter.fr. 36 min[34],[35].